# Friedrich Bergter
Friedrich Bergter (* 2. September 1924 in Leipzig; † 2. März 2010 in Jena) war ein deutscher Mikrobiologe. Von 1984 bis 1989 war er Direktor des Zentralinstituts für Mikrobiologie und experimentelle Therapie (ZIMET) in Jena, einem außeruniversitären Forschungsinstitut der Akademie der Wissenschaften der DDR.

## Leben
Friedrich Bergter wurde 1924 in Leipzig geboren und erlangte das Abitur in seiner Heimatstadt. Nach dem Ende des Zweiten Weltkrieges war er zunächst als Neulehrer tätig. 1946 begann er ein Studium der Biologie an der Universität Leipzig, an deren Arbeiter-und-Bauern-Fakultät er nebenbei Biologie unterrichtete. Er promovierte 1952 an der Friedrich-Schiller-Universität Jena mit einer Arbeit zur Hemmung von Bakterien in Bakterien-Schimmelpilz-Mischkulturen und ging vier Jahre später an das von Hans Knöll in Jena gegründete Institut für Mikrobiologie und experimentelle Therapie, das spätere Zentralinstitut für Mikrobiologie und experimentelle Therapie (ZIMET).
Ab 1970 fungierte er am ZIMET als Leiter der Abteilung Biophysik. Zwei Jahre wurde er an der Akademie der Wissenschaften der DDR mit einer Arbeit zum Wachstum von Mikroorganismen habilitiert. 1976 folgte die Ernennung zum Professor und Leiter des Bereichs Mikrobengenetik und Bioregulation am ZIMET, vier Jahre später übernahm er die Leitung des Bereichs Biotechnologie. Darüber hinaus wirkte er von 1966 bis 1976 als Lehrbeauftragter an der Universität Jena. Von Februar 1985 bis September 1989 fungierte er in Nachfolge von Udo Taubeneck als Direktor des Instituts, ihm folgte Michael Oettel.
Friedrich Bergter erhielt 1984 für die Entwicklung des Antibiotikums Nourseothricin als Futterzusatzstoff für die Tierproduktion zusammen mit anderen Wissenschaftlern als Mitglied eines Entwicklungskollektivs den Nationalpreis der DDR II. Klasse für Wissenschaft und Technik. Er starb 2010 in Jena.

## Werke (Auswahl)
- Untersuchungen über die selektive Hemmung von Bakterien in Bakterien-Schimmelpilz-Mischkulturen. Jena 1952 (Dissertationsschrift)
- Wachstum von Mikroorganismen: Experimente und Modelle. Jena 1972, 1983; Lizenzausgabe Weinheim und Basel 1984